# Trochosa albifrons
Trochosa albifrons là một loài nhện trong họ Lycosidae.
Loài này thuộc chi Trochosa. Trochosa albifrons được Carl Friedrich Roewer miêu tả năm 1960.